# 祊河
祊河，位于中国山东省中南部，是沂河右岸支流，因流经古祊邑（今费县东南）而得名。祊河是费县主要干河，属沂河水系一级支流祊，河干流自上而下分为唐村河、浚河和祊河三段：上游唐村河发源于邹城市城前镇南王村（原属尚河乡）西山峪，东北流经平邑县唐村水库和平邑县城东郊，于温水镇元郭村北，左汇鲁埠河后始称浚河，唐村河段长55.2公里，流域面积599平方公里；浚河自鲁埠河口起，东南流经平邑县温水镇、铜石镇、地方镇后进入费县境，于县城费城东北的南东洲右纳温凉河后始称祊河，浚河段长53公里；祊河自温凉河口继续东南流，至临沂市兰山区顾家园入沂河。祊河干流全长158公里，流域面积3376平方公里，河床平均宽度1200米。